# Vibrering av betong
Vibrering av betong innebär att man efter gjutningen vibrerar betongen med hjälp av vibreringsbord eller manuella maskiner för att få massan att flyta ut tillräckligt och att hålla igång den kemiska reaktionen mellan kalciumsilikater i cementen och vatten. Dessa bildar en halvfast massa som binder ihop ballastkornen.
Det finns idag vibreringsfri betong, vilken som namnet antyder inte behöver vibreras. Genom att använda sådan betong behöver betongarbetarna inte utsättas för farlig vibration i händer och armar.  De hygieniska gränserna finns i AFS 2005:15 Vibrationer.